# Irmak Arıcı

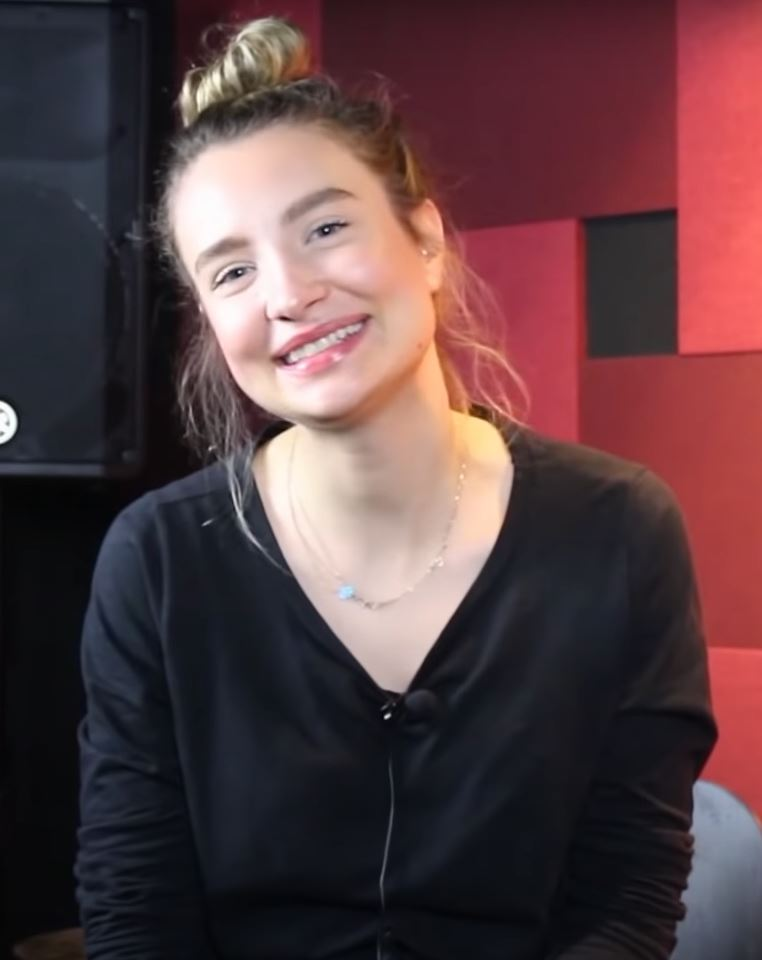
Irmak Arıcı

Irmak Arıcı (* 17. Oktober 1995 in Izmir) ist eine türkische Popmusikerin.

## Karriere
Ihre Musikkarriere begann im Jahr 2019 durch die Veröffentlichung des Songs Gece Gibi Gönlün. Daraufhin hat sie mit Mustafa Ceceli zusammengearbeitet und es entstanden mehrere Kollaborationen, unter anderem der erfolgreiche Song Mühür. Zudem belegte Mühür den ersten Platz  der türkischen Musik-Charts.
Des Weiteren veröffentlichte Irmak Arıcı mehrfach Lieder mit Sinan Akçıl, Taladro oder Ahmet Hatipoğlu.
Im Jahr 2021 nahm sie mit Mustafa Sandal, Derya Uluğ und Eypio die Single Bizim Çocuklar auf.
Des Weiteren machte Irmak Arıcı mit Songs wie Yağmurum Ol oder Güya auf sich aufmerksam.

## Diskografie

### Livealben
- 2023: Akustik Şarkılar

### EPs
- 2020: Karadeniz Akustik

### Singles
| - 2019: Gece Gibi Gönlün - 2019: Mühür (mit Mustafa Ceceli) - 2019: Olmaz Olmaz Bu İş Olamaz - 2019: Mevzum Derin - 2020: Kula Bela - 2020: Bir Devir Bitti (mit Sinan Akçıl) - 2020: Gün Ağarmadan (mit Mustafa Ceceli) - 2020: Yağmurum Ol - 2020: Mahşer (mit Taladro) - 2020: Söz Yaşları - 2021: Güya - 2021: Ayletme Beni (mit Ekin Uzunlar) - 2021: Bizim Çocuklar (mit Mustafa Sandal, Derya Uluğ & Eypio) - 2021: Yallah - 2021: Toparlanmam Lazım (mit Kerim Araz) - 2021: Gözyaşlarım Saklılar (mit Taladro) - 2021: Asık Suratım - 2022: Yas (mit Doğanay Karadeniz) | - 2022: Kim Haklı - 2022: Gönlümdeki Hain - 2022: Nasıl Olacak - 2023: Mesele (mit Ahmet Hatipoğlu) - 2023: Toz Duman (mit Taladro) - 2023: Dönemem (mit Sinan Akçıl) - 2023: Kim Derdi Ki (mit Sinan Akçıl & Yaşar İpek) - 2023: İnsafsız (mit Mustafa Ceceli) - 2023: Hüzün Durağı (mit Ahmet Hatipoğlu) - 2023: Eften Püften - 2023: Düş Yakamdan - 2023: Ben Adam Olmam - 2024: Anlayamazsın - 2024: Bizim Çanakkale - 2024: Razıyım - 2024: Dön Bana - 2025: İlaç - 2025: Demedim Mi (mit Ozan Doğulu) |

Quelle: